# Liozna
Liozna (belarús: Лёзна, polonès: Łoźna, rus: Лиозно, yidis: Лёзна) és un municipi de la província de Vítsiebsk, Belarús, la capital del Raió de Liozna. Es troba prop de la frontera amb Rússia, al costat del nus ferroviari i l'autopista Vítsiebsk-Smolensk, en el riu Moshna. La seva població era de 6.753 persones en 2005. El primer registre conegut de la vila de Liozna (un petit llogaret amb un alt percentatge de població jueva) data de l'any 1654.